# پیروز (اسپبد)
پیروز (به پارسی میانه: 𐭯𐭩𐭫𐭥𐭰؛ نویسه‌گردانی به انگلیسی: pērōz؛ نویسه‌گردانی به فارسی: پیروئوزَت) یکی از نجیب‌زادگان ساسانی در سده سوم میلادی در زمان حکومت شاپور یکم بود.

## زندگی

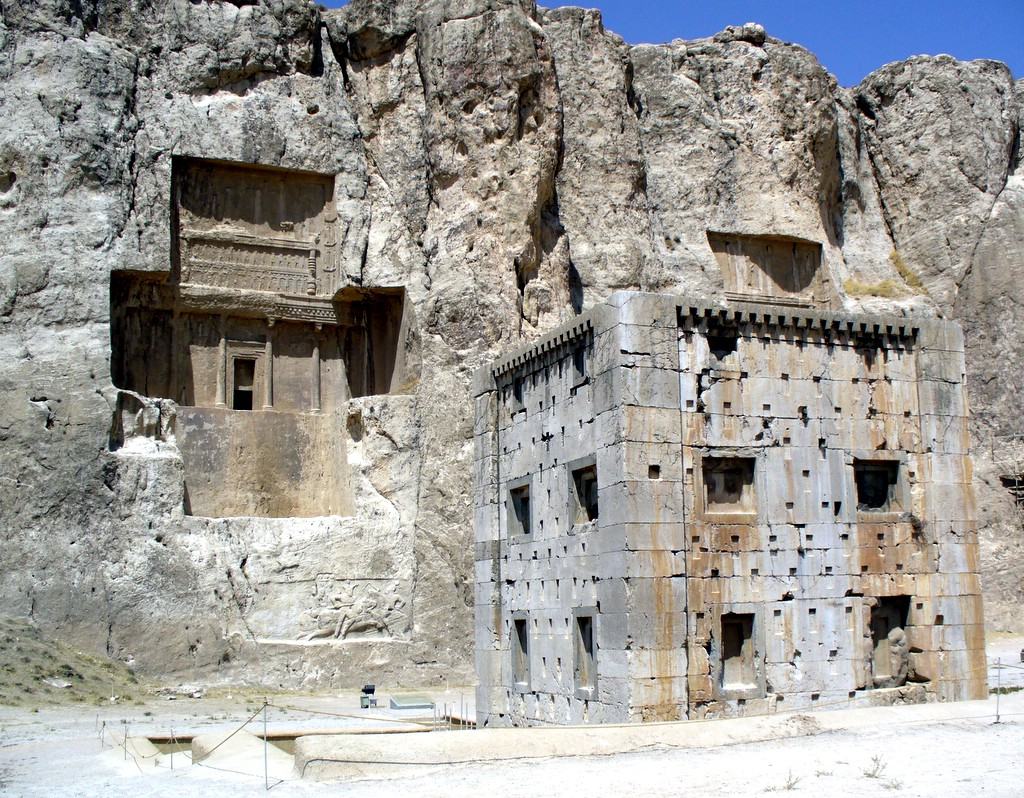
کعبه زرتشت، جایی که سنگ‌نوشته شاپور یکم حک شده‌است

از او در سنگ‌نوشته شاپور یکم بر کعبه زرتشت به عنوان اسپبد (رئیس سواره‌نظام) یاد شده‌است. او در این سنگ‌نوشته در میان ۶۷ نجیب‌زاده در رتبهٔ دوازدهم قرار دارد. اطلاعات دیگری از زندگی او در دست نیست.